# Giro dell'Emilia 1955
Il Giro dell'Emilia 1955, trentanovesima edizione della corsa, si svolse il 4 ottobre 1955 su un percorso di 240 km. La vittoria fu appannaggio dell'italiano Nino Defilippis, che completò il percorso in 6h42'17", precedendo i connazionali Bruno Monti e Eugenio Bertoglio.

## Ordine d'arrivo (Top 10)
| Pos. | Corridore             | Squadra        | Tempo    |
| ---- | --------------------- | -------------- | -------- |
| 1    | Nino Defilippis       | Torpado        | 6h42'17" |
| 2    | Bruno Monti           | Atala-Pirelli  | ?        |
| 3    | Eugenio Bertoglio     | Leo-Chlorodont | ?        |
| 4    | Donato Zampini        | Nivea-Fuchs    | ?        |
| 5    | Giovanni Pettinati    | Torpado        | ?        |
| 6    | Danilo Barozzi        | Atala-Pirelli  | ?        |
| 7    | Giancarlo Astrua      | Atala-Pirelli  | ?        |
| 8    | Waldemaro Bartolozzi  | Atala-Pirelli  | ?        |
| 9    | Tranquillo Scudellaro | Tebag          | ?        |
| 10   | Roberto Falaschi      | Welter-Ursus   | ?        |